# Tubuca arcuata
Tubuca arcuata – gatunek kraba z rodziny Ocypodidae
Gatunek ten opisany został w 1835 przez Wilhema de Haana jako Gelasimus arcuatus. Później umieszczany był w rodzaju Uca. Po rewizji Shiha i innych z 2016 zaliczany jest do rodzaju Tubuca.
Samce osiągają do 23 mm długości i do 37 mm szerokości, a samice do 17 mm długości i 28 mm szerokości. Karapaks ma prawie prostą krawędź przednią (fronto-orbitalną), prawie proste kąty przednio-boczne, drobno guzkowane i najwyżej nieco zbieżne krawędzie przednio-boczne, które dalej zakrzywiają się do wewnątrz tworząc zbieżne krawędzie grzbietowo-boczne, sięgające mniej więcej do wysokości środka regionu kardialnego. Barwa karapaksu u dorosłych jest ciemnobrązowa lub matowobordowa, czasem z przepaskami w części przedniej, a słupki oczne są ciemne. Młode ubarwione są w różnych odcieniach czerwieni. Szczypce prawe i lewe są różnych rozmiarów. Te większe osiągają u samców do 68 mm długości propoditu i do 45 mm długości palca ruchomego. Przez większą część palca ruchomego większych szczypiec samców biegnie pojedynczy rowek. Duże guzy na powierzchniach zewnętrznych i krawędziach obu palców znajdują się tylko w częściach dosiebnych. Większe szczypce są u dorosłych matowożółte z białymi wierzchołkami palców, u młodych zaś zawsze czerwone. Ostatnia para odnóży krocznych ma u obu płci silnie rozszerzone meropodity. Samiec ma gonopody z szerokim i prostym wyrostkiem wewnętrznym oraz zredukowaną przednią i dużą tylną flanką. Samiec mają owalny otwór płciowy z niskim otokiem, zanikającym w części przednio-wewnętrznej.
Skorupiak ten zasiedla muliste tereny płaskie i niskie nabrzeża u ujść dużych rzek, a formy młodociane żyją również w strefach pływowych z dala od tych miejsc.
Występuje w zachodniej części Oceanu Spokojnego, w strefie tropikalnej i ciepłej umiarkowanej, wzdłuż wybrzeży Chin od Zatoki Tonkińskiej na południu, Tajwanu, Korei Południowej i południowej części Japonii po Fukuokę na północy.